# Варяжка тагма
Варяжката тагма (на гръцки език: Τάγμα των Βαράγγων) или както е по-известна Варяжката гвардия или Варяжката стража, е военно подразделение във византийската армия от периода X век - XIV век, съставено от викинги на наемна имперска служба.
За първи път за варяги на византийска служба съобщава хрониката на Йоан Скилица от 1034 г. Варягите преминават на византийска служба от Киевска Рус, вероятно след покръстването на последната през 988 г. През същата тази година император Василий II Българоубиец получава в подчинение от киевския княз Владимир I военен отряд от 6000 викинги за противодействие срещу узурпатора Варда Фока Млади, след което ги организира в тагма.
Варягите изпълняват основно функция на придворна стража, но понякога вземат участие и в бойни действия като тези при потушаването на въстанието на Петър Делян. Квартирувани са в Големия дворец в Константинопол, а при управлението на Комнините са вече във Влахернския дворец. Начело на тагмата е местен аколут.
Варяжката гвардия е отбрана войска, отличаваща се перфектна физическа подготовка, войнски умения, верноподаничество, въоръжение и дисциплина. Често офицерите от тагмата се поощрявани с придворни титли.